# 鎌田晃
鎌田 晃（かまだ あきら、1883年〈明治16年〉9月 - 没年不明）は、日本の酒造家、実業家。族籍は香川県平民。

## 経歴
香川県・鎌田大三郎の二男。酒造業を営み、傍ら銀行会社の重役である。讃岐貯蓄銀行、琴平急行電鉄、坂出銀行各取締役、鎌田産業、朝鮮実業各監査役などをつとめる。

## 人物
住所は香川県綾歌郡坂出町東通（現・坂出市）。

## 家族・親族
鎌田家
- 父・大三郎[1]（1859年 - ?、酒造業、坂出銀行常務取締役、鎌田産業取締役）
- 妻・ヨリ（1885年 - ?、香川、大野亨平の二女）[1][4]
- 子[1][4]

親戚
- 鎌田勝太郎[1]（鎌田産業社長、貴族院多額納税者議員、衆議院議員、資産家、醤油醸造家）
- 頼俊直（竹原銀行頭取、広島県の大地主、広島県多額納税者、資産家、衆議院議員）